# 1974年至1975年香港甲組足球聯賽
1974–75年香港甲組足球聯賽（英語：Hong Kong First Division Football League），是第 64 屆香港甲組足球聯賽，本屆聯賽共有 13 隊參賽球隊，冠軍是精工，他們以 24 場 15 勝 5 和 4 合共取得 35 分。精工隊第 2 次贏得港甲冠軍。

## 外部連結
- 香港足球總會官網（页面存档备份，存于）
- 香港甲組足球聯賽 歷屆冠軍（页面存档备份，存于）